# Francisco de Paula Ramos de Azevedo
Francisco de Paula Ramos de Azevedo (São Paulo, 8 de diciembre de 1851 — Guarujá, 1 de junio de 1928) fue un arquitecto brasileño, conocido por diseñar varios edificios y monumentos en São Paulo. Fue uno de los fundadores de la escuela politécnica de la Universidad de São Paulo.

## Formación
Ramos de Azevedo se dirigió de joven a Gante, Bélgica, para estudiar ingeniería civil. Según sus biógrafos, el director del curso de arquitectura de la escuela se sorprendió con la calidad de sus trabajos y le ordenó que cambiara de carrera. En esa escuela estudió arquitectura clásica, pero fue influenciado a seguir las propuestas de la arquitectura ecléctica.
Recién graduado, se estableció en Campinas y allí ejecutó sus primeros proyectos. Fue responsable de finalizar la construcción de la catedral de la ciudad, el primero de sus grandes trabajos.

## Madurez

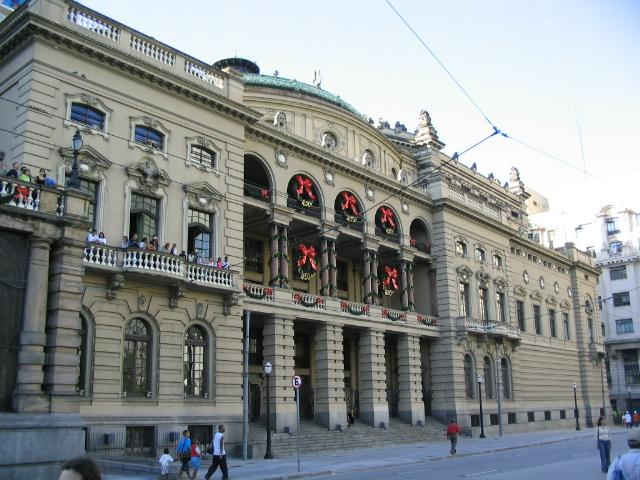
Teatro Municipal de São Paulo, obra del Estudio Técnico Ramos de Azevedo

A finales del siglo XIX fue invitado a proyectar las residencias de algunos miembros de la élite paulista. Decidió establecer en la ciudad de São Paulo un estudio técnico que llevó su nombre, el cual en poco tiempo se transformó en la principal influencia de la arquitectura local.
Durante algunas décadas, prácticamente todos los proyectos residenciales de la élite y los principales proyectos públicos de la ciudad fueron ideados por el mencionado estudio.

### Educador
Ramos de Azevedo participó de la fundación de la Escuela Politécnica de la Universidad de São Paulo junto a un grupo de aristócratas paulistas ligados a las corrientes políticas consideradas progresistas, estableciendo en la escuela un modelo similar al que experimentó en Europa. Su conexión con la enseñanza se dio también cuando se convirtió en director del Liceo de Artes y Oficios de São Paulo, donde promovió reformas curriculares que garantizaron la autosuficiencia de la escuela e hicieron que fuera reconocida en todo el país.
Debido a la importancia de su obra para la ciudad de São Paulo, se erigió en frente del edificio del Liceo, en la Avenida Tiradentes, el Monumento a Ramos de Azevedo. A causa de las obras del metro en la década de 1970, el monumento fue trasladado al campus de la Universidad de São Paulo, en la capital, y está actualmente en la Praça Ramos de Azevedo, en frente de la Escuela Politécnica que él ayudó a crear.

## Principales obras de su estudio
A pesar de todas las obras del "Estudio Técnico Ramos de Azevedo" tuvieron la firma de su fundador mientras vivió, una gran parte de las mismas no fue directamente proyectada por él. En esta lista constan tanto obras propias como obras apenas firmadas por él. A comienzos del siglo XX asumen en el estudio los socios Ricardo Severo y Dumont Villares, los cuales pasan a coordinar de hecho los nuevos proyectos.
- Pinacoteca de São Paulo - antigua sede del Liceo de Artes.
- Estación Pinacoteca
- Theatro Municipal de São Paulo
- Mercado Municipal de São Paulo
- Palacio de las Industrias
- Palacio de Justicia de São Paulo
- Palacio de los Correos
- Museo Casa das Rosas - originalmente una residencia
- Conjunto de edificios de la Escuela Politécnica - actualmente estos edificios pertenecen al Departamento Histórico del gobierno municipal, al Centro Educacional Paula Sousa y a la Facultad de Tecnología del Estado (FATEC).